# Mbalax

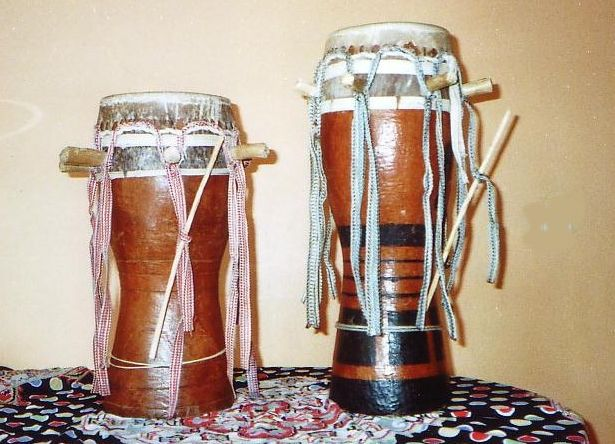
Un Mblax

Mbalax es un género de música africana popular que se desarrolla en Senegal y Gambia, principalmente por grupos de la etnia wólof. El Mbalax es sin duda la música senegalesa más conocida, gracias principalmente a Youssou N'Dour, Ismaël Lô, Thione Seck, Coumba Gawlo Seck, hoy en día artistas de renombre en la escena internacional, pero también Kiné lam, Alioune Mbaye N'Der, el Lemzo Diamono, Viviane N'Dour... Tiene un ritmo endiablado y actualmente se mezclan los instrumentos europeos (guitarra, flauta y trompeta) con los instrumentos tradicionales como el djembé, la tama (tambor de axila), o el kessing-kessing.
El mbalax ha ido evolucionando con distintos estilos, como la Salsa Mbalax, que mezcla música de Cuba y Senegal y cuyo precursor es Laba Socé, que ha sido seguido por grupos como Africando, Super Cayor, el Sabador...
La música Rap también ha tomado partido para dar el estilo Rap Mbalax a grupos como Positive Black Soul, Daara J, Bamba J. Fall, Black Mbolo, etc.